# Eine Nacht wie jede andere
Eine Nacht wie jede andere ist ein Dokumentarfilm des DEFA-Studios für Wochenschau und Dokumentarfilme aus dem Jahr 1957.

## Handlung
Vor dem HO-Warenhaus am Alexanderplatz erwartet die Besatzung, bestehend aus drei Berliner Volkspolizisten, in ihrem EMW-Funkwagen Toni 14 die Dokumentarfilmer. Der Einsatzleiter, ein Hauptwachtmeister, stellt sich und seine Genossen vor und erläutert das Anliegen, hier einen Einblick in eine normale Schicht einer Funkstreife zu geben. In Wort und Bild wird auf die Gefährdung der Jugendlichen der DDR durch die sogenannten Grenzkinos in Westberlin hingewiesen. Auch der negative Einfluss der Rummelplätze wird erwähnt. Unterbrochen werden die Gespräche immer wieder durch eingehende Funksprüche aus dem Präsidium der Deutschen Volkspolizei in der Keibelstraße, deren Funkzentrale auch in dem Film gezeigt wird. Die eingehenden Aufträge sind für die Polizisten alltägliche Arbeit. So werden zwei Autodiebe verfolgt, die an der Schönhauser Allee einen PKW gestohlen hatten, und gestellt. Nach dem Notruf der Eltern eines schwer erkrankten Kindes, wird dieses mit Sondersignal in das Krankenhaus Friedrichshain gebracht. Die Route führt durch den gesamten Stadtbezirk Mitte. Auch kurioses wird gezeigt, so etwa ein betrunkener Mann, der in einer Telefonzelle seinen Rausch ausschlafen will. Bei einem Verkehrsunfall übernehmen die Genossen die Erstsicherung der Unfallstelle, bis zum Eintreffen der Verkehrsunfallbereitschaft. Natürlich vergessen die Polizisten nicht, kurz vor dem Ende ihrer Schicht, sich noch einmal im Krankenhaus nach dem Gesundheitszustand des Kindes zu erkundigen.

## Produktion
Der Film wurde Schwarzweiß gedreht, die Musikbearbeitung kam von Kurt Grottke. Der Anlauf in den Kinos der DDR erfolgte am 21. Juni 1957.
Im Februar 1958 wurde der Film bei den IV. Westdeutschen Kulturfilmtagen in Oberhausen gezeigt.

## Kritik
Im Neuen Deutschland meinte ein „Th.“ in einem Artikel über das Moskauer Festival für Kurzfilme, dass es sich bei diesem Film um einen eher etwas „Schwachen“ handelt.